# Burgstelle Wallenburg

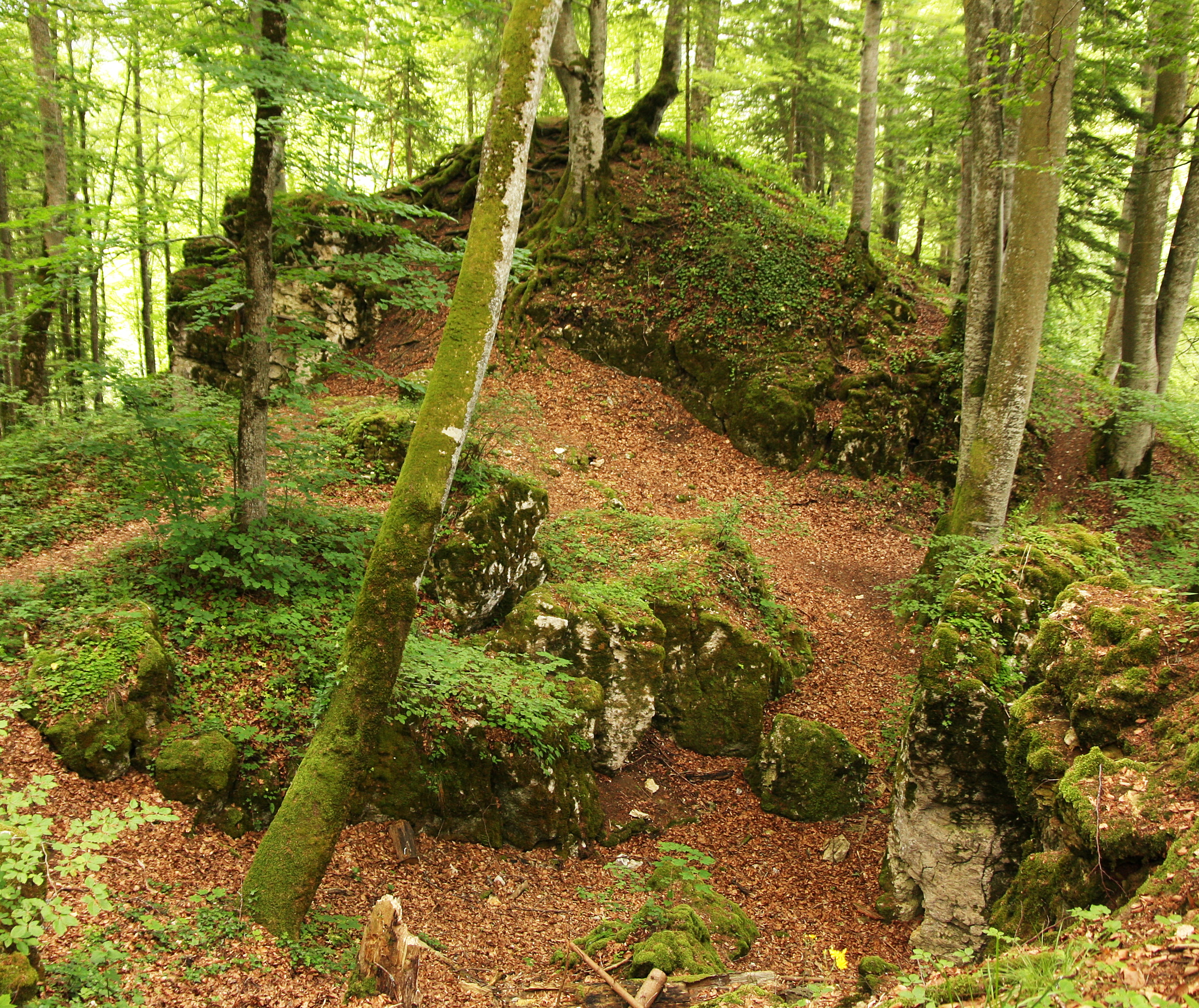
Übersicht

Die Burgstelle Wallenburg bezeichnet die Ruine einer Spornburg auf einem 840 m ü. NN hohen Bergsporn über dem Ursental 3300 Meter südöstlich der Kirche der Gemeinde Dürbheim im Landkreis Tuttlingen in Baden-Württemberg.
Die um 1200 auf einer Fläche von etwa 1200 Quadratmeter erbaute Burg wurde um 1500 erwähnt und war im Besitz der Edlen von Wallenburg. Von der ehemals zweigliedrigen Burganlage sind nur noch geringe Mauer- und Grabenreste erhalten.
Das Stadthaus der Edlen von Wallenburg befindet sich in der Hinteren Straße in Mühlheim an der Donau.